# Квант (клуб)
Клуб «Квант» — юмористический клуб физического факультета Новосибирского государственного университета, составная часть команды КВН НГУ.

## О клубе
Юмористический клуб «Квант» основан 19 мая 1968 года Леонидом Шлесом и является старейшим из ныне действующих юмористических клубов в России. Первый «капустник» состоялся в 1971 году. С тех пор капустники стали проходить ежегодно каждую весну. В 1988 году участники клубов «Квант» и КБрД составили команду КВН НГУ, ставшую победителем всесоюзного конкурса КВН сезона 1988—1989 гг. Всего таких побед в Высшей лиге КВН было 3 (1988, 1991, 1993).
Основной деятельностью клуба является ежегодный весенний капустник. «Квант» принимает участие и в других значимых для университета мероприятиях, например таких, как «Мисс НГУ», «Музыкальное», «Антинаучная конференция», «Ядерная неделя» и др.
«Квант» является кузницей творческих кадров. Многие из членов клуба связали свою дальнейшую судьбу с рекламой, маркетингом, радио и телевидением. В числе известных квантовцев — Константин Наумочкин, исполнительный продюсер ЗАО «СТС»; Александр Толоконников, автор «Хороших шуток»; Александр Пушной, музыкант, шоумен и телеведущий.

## Мероприятия клуба «Квант»
- 1987—1998: основная часть команды КВН НГУ. Трёхкратный чемпион Высшей лиги КВН
- Конкурс ума и красоты «Мисс НГУ»
- Ежегодный юмористический капустник клуба «Квант», проходящий в Доме учёных СО РАН
- Участие в ежегодных Днях физика МФТИ
- Зрелищные опыты профессора Е. И. ПальчиковаОпыт по созданию тороидальных вихрей — один из самых зрелищных опытов профессора Пальчикова.

Опыт по созданию тороидальных вихрей — один из самых зрелищных опытов профессора Пальчикова.

- Юмористические вечерки, посвященные дню Октябрьской социалистической революции 7 ноября, Новому году и Международному женскому дню 8 марта
- Вечерок чёрного юмора
- «Ядерная» неделя
- Посвящение первокурсников ФФ НГУ
- Выезд первокурсников ФФ НГУ на базу отдыха
- Сезонные студенческие вечеринки ComeOn
- Летний кинотеатр под открытым небом
- Ежегодный музыкальный капустник «Музыкальное»
- Чемпионат НГУ по Mortal Combat
- Антинаучная конференция НГУ
- Видеовечерок

## Проекты членов клуба «Квант» вне клуба
- «Титры и спецэффекты» (Александр Толоконников, Татьяна Лазарева)
- «Раз в неделю» (А. Толоконников, Т. Лазарева)
- О. С. П.-студия (А. Толоконников, Т. Лазарева)
- программа «Большая тёрка» (А. Толоконников)
- «Передача БиС» (А. Толоконников, А. Пушной, Руслан Великохатный, Ю. Белоусов)
- «Хорошие шутки» (А. Толоконников, А. Пушной, Т. Лазарева)
- Мультипликационный юмористический сериал «Бизнес по-русски» (Юрий Белоусов, Алексей Шапиро)
- Научно-новостное шоу «Чуть-чуть о науке» (Виктор Симонов, Иван Меренков)

## Президенты клуба «Квант»
- Леонид Шлес (основал клуб в 1968 году)
- Тимур Мустафин
- Борис Бондарев (1973 — 1977)
- Сергей Девянин (1977 — 1980)
- Константин Наумочкин (1980 — 1983)
- Андрей Сухорослов (1983 — 1988)
- Константин Бурцев (1988 — 1991)
- Руслан Великохатный (1991 — 1999)
- Никита Гирин (1999 — 2001, 2002 — 2003)
- Юрий Белоусов (2001 — 2002)
- Антон Филиппов (2003 — 2008)
- Максим Сафронов (осень 2008 — 2009)
- Павел Глотов (2009 — 2012)
- Дмитрий Золотарев (2012 — 2014)
- Тимур Иргалин (2014 — 2016)
- Алексей Стрельник (2016 — 2018)
- Дмитрий Завьялов (2018 — 2020)
- Михаил Гервазиев (осень 2020 — 2021)
- Алексей Задорожный (2021 — 2023)
- Никита Мироненко (2023 — 2025)
- Владислав Малиновский (2025 — н. в.)

## Традиции клуба
- Перед началом капустника кванты́ собираются в круг. Речь произносит президент клуба. После этого все кричат «Поехали!»[4].
- После завершения капустника кванты́ собираются за сценой в круг и кричат «Приехали!»[4].
- Весной после капустника проходят перевыборы президента клуба. Также переизбираются вице-президент, финансовый директор, худсовет и проходит прием в сочувствующие, кандидаты и члены клуба.
- В майские праздники каждого года после выборов президента проходит традиционный пикник в Ботсаду Академгородка.
- Традиционно клуб «Квант» участвует в проведении маёвок в Академгородке, а также выступает на них[5].

## Факты
- Клуб является старейшим действующим юмористическим клубом на территории СНГ.[источник не указан 2812 дней]
- В 1996—1999 годах одним из активных членов клуба «Квант» был Александр Пушной.
- Шутку «Партия, дай порулить!»[6] придумал Константин Наумочкин.
- Татьяна Лазарева не была членом клуба «Квант» (формально женщин в члены клуба не принимают), однако выступала на капустниках.
- Перед университетом клуб «Квант» заложил капсулу времени (дата вскрытия — столетний юбилей Новосибирского государственного университета).